# Система теплового захисту космічних шатлів

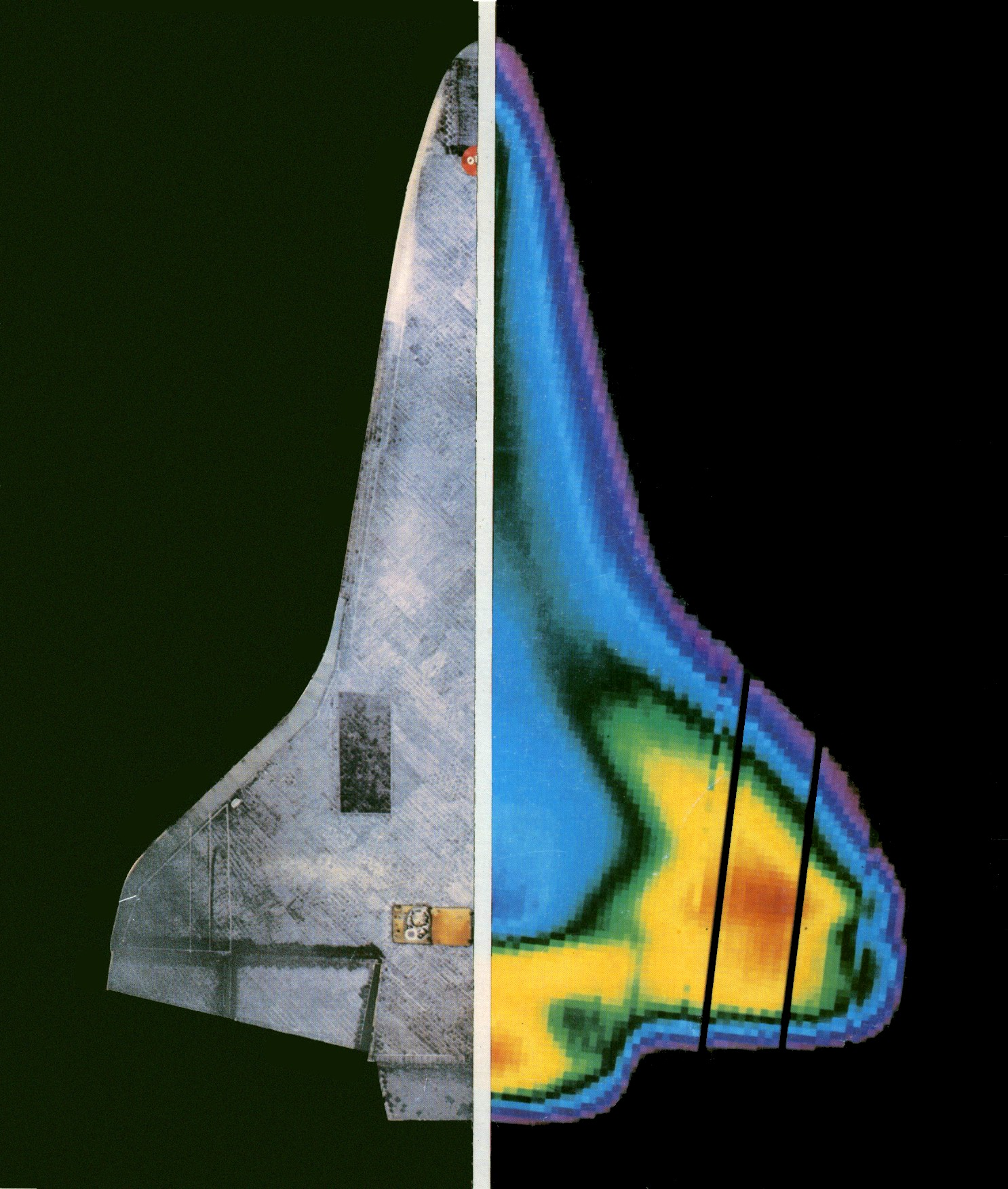
Повітряна обсерваторія імені Койпера відзняла інфрачервоне випромінювання нижньої частини шатла «Колумбія» протягом його спуску STS-3 для дослідження температур. Орбітальний апарат був на висоті 56 км і рухався зі швидкістю 15,6 Маха.

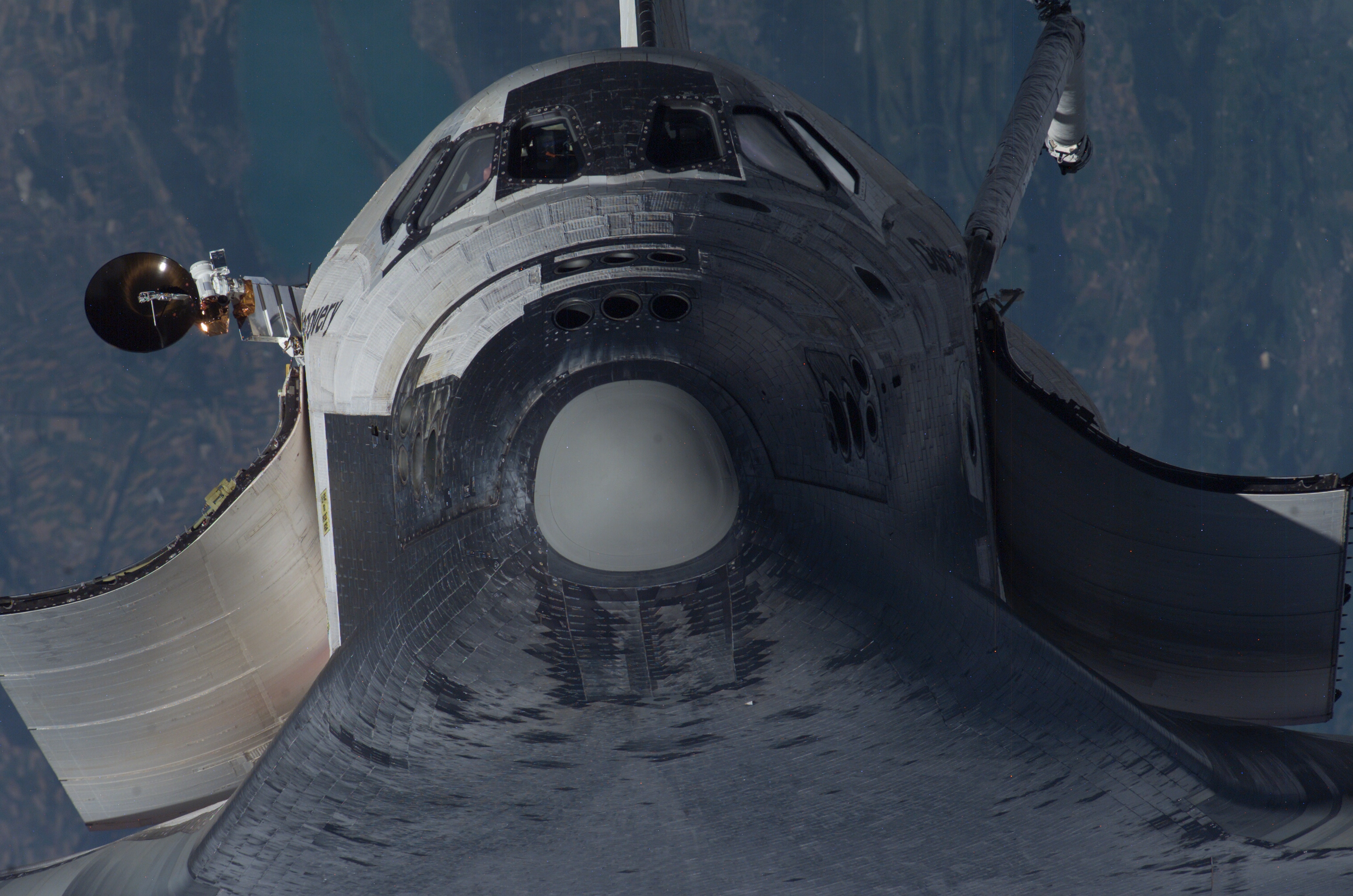
Космічний шатл «Діскавері» на підході до МКС під час місії STS-114 28 червня 2005 року.

Система теплового захисту космічних шатлів (СТЗ) (англ. Space Shuttle thermal protection system, TPS) — це система термального захисту під час входу в атмосферу, що захищає орбітальний апарат під час високих температур — 1650 °C  — при вході в атмосферу. Іншою метою є захист від спеки і холоду шатлу в космосі на орбіті.

## Матеріали

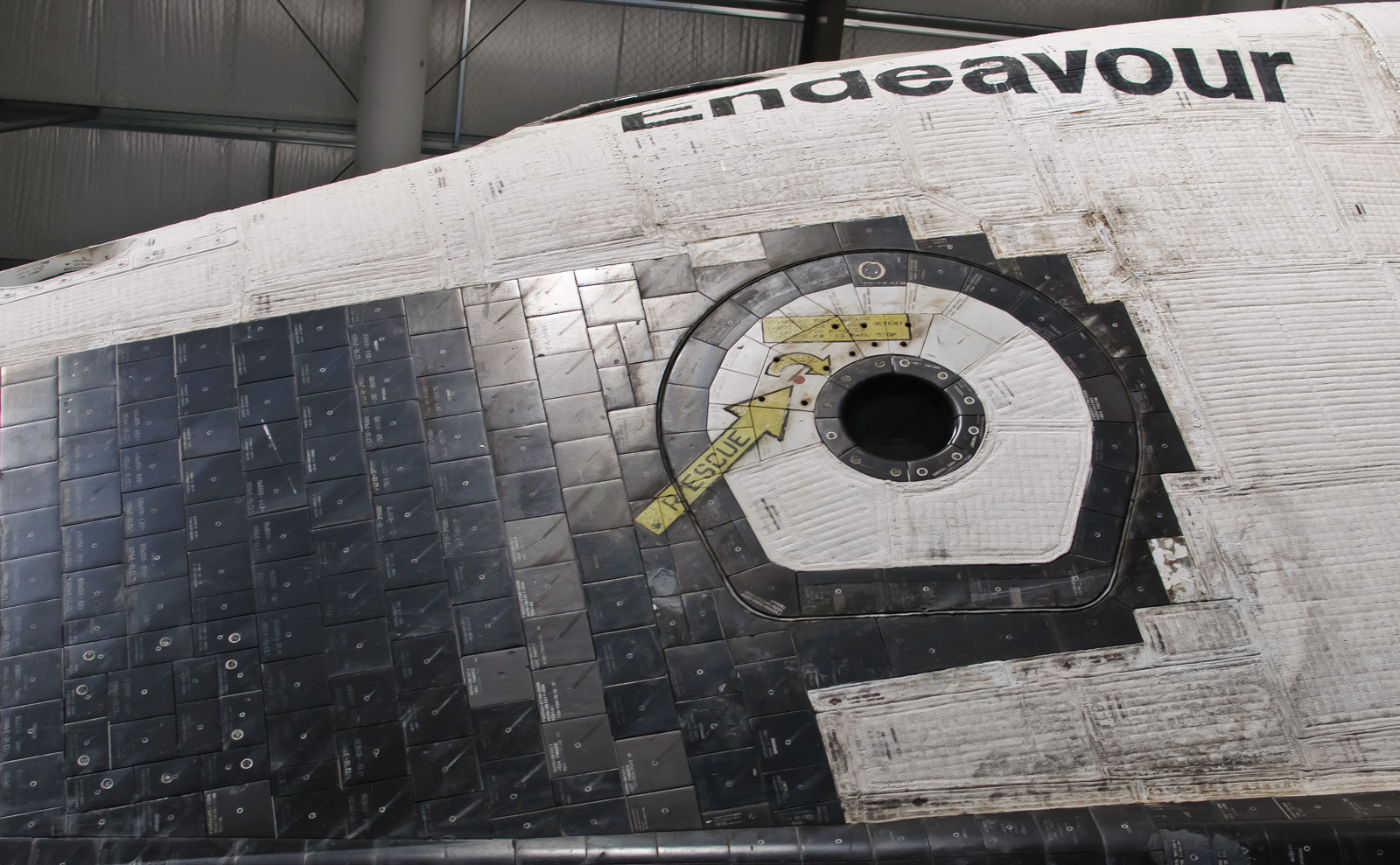
Шатл «Індевор» у музеї; видні плитки біля люка

СТЗ покриває, по суті, усю поверхню орбітального опарата і складається із семи різних матеріалів у різних місцях, що базуються на кількості необхідного теплового захисту:
- Армований вуглець-вуглець (англ. Reinforced carbon–carbon, RCC) або вуглецеві волокна армованого вуглецю використовуються в носовій частині, в області між носовим ковпаком і біля носової стойки шасі, і на передніх краях крил. Використання зумовлено температурами входу, що перевищують 1260 °C.
- Високотемпературне захисне покриття багаторазового використання (англ. High-temperature reusable surface insulation, HRSI) — плити, що використовуються у нижній частині орбітального апарата. Виробляються із облицьованої кварцової кераміки LI-900. Використання зумовлене температурами входу, нижчими за 1260 °C.
- Волокнисте тугоплавке теплозахисне покриття (англ. Fibrous refractory composite insulation, FRCI) — плити, що використовуються для надання покращеної міцності, довговічності, стійкості до розтріскування покриття і зменшення ваги. Деякі плити HRCI заміняються плитами цього типу.
- Гнучкий ізоляційний захисний шар (англ. Flexible Insulation Blankets, FIB) — стьогана, схожа на покривало, гнучка ізоляція поверхні. Використовується у місцях, де температура входу не перевищує 649 °C.
- Низькотемпературне (холодостійке) ізоляційне покриття багаторазового використання (англ. Low-temperature Reusable Surface Insulation, LRSI) — плити, що раніше використовувались у верхній частині фюзеляжу, але були в основному замінені FIB. Використовуються при температурних режимах, схожих із FIB.
- Загартована цілісна волокниста ізоляція (англ. Toughened unipiece fibrous insulation, TUFI) — міцніші, жорсткіші плити, що увійшли в обіг у 1996 році. Використовуються в областях як високої, так і низької температури.
- Повстяне ізоляційне покриття багаторазового використання. Біле повстяне покриття Номекса знаходиться на верхньому люці відсіку корисного навантаження, ділянками на середній частині фюзеляжу та на штиблетах, на поверхні надкрилок і на гондолі системи орбітального маневрування. Використовується у випадку, якщо температури не піднімаються вище 371 °C.

Кожен тип СТЗ має свій питомий тепловий захист, ударостійкість і вагові характеристики, що визначають положення й кількість використовуваного матеріалу.
СТЗ космічного шатлу має три ключові характеристики, що відрізняють її від СТЗ, що використовувалась на попередніх космічних кораблях:
- Багаторазовість. Попередні космічні кораблі зазвичай використовували абляційні теплові щити, що згоряли під час входу в атмосферу і, таким чином, не могли бути використані ще раз. Цей тип ізоляції був міцним та надійним, і одноразовість використання була підходящою для одноразового засобу пересування, на противагу багаторазовим шатлам, що вимагають багаторазової системи теплового захисту[2].
- Легкість. Попередні абляційні теплові щити були дуже важкими. Наприклад, абляційних тепловий щит на  командному відсіку Аполлона становив майже 1/3 всієї ваги засобу пересування. Крилаті шатли мають набагато більшу площу поверхні, ніж раніші космічні кораблі, так що легкість СТЗ має вирішальне значення.
- Крихкість. Єдина відома технологія на початку 1970-х років із потрібними тепловими і ваговими характеристиками була, крім того, і дуже крихкою через малу густину, так що плиту СТЗ можна було легко розламати руками.

## Чому потрібна СТЗ

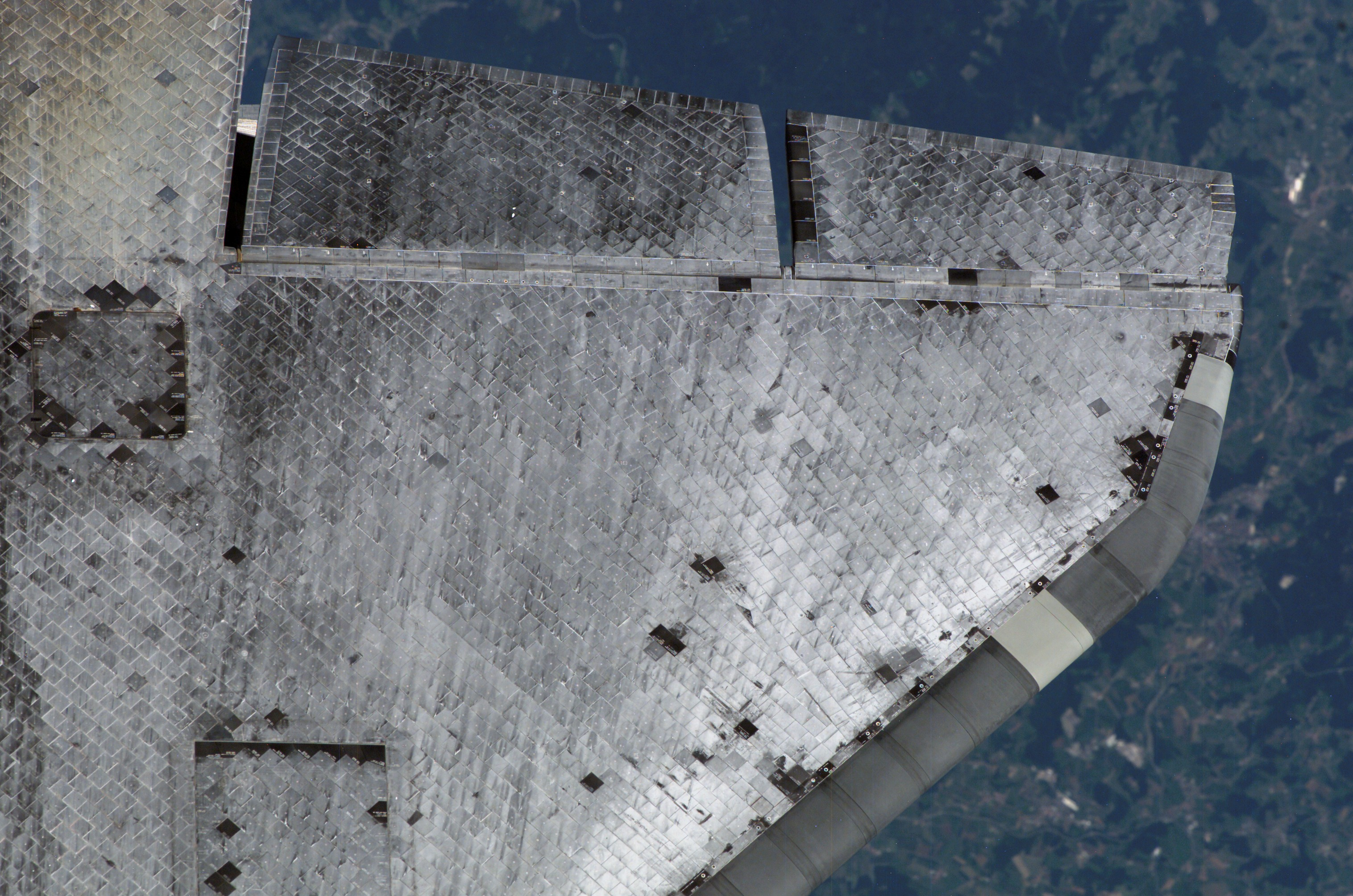
Підкрильна поверхня шатла «Діскавері» захищена тисячами плиток HTSI — високотемпературним захисним покриттям багаторазового використання

Алюмінієва структура орбітального апарата не витримує температур понад 175 °C без руйнування конструкції. Аеродинамічне нагрівання під час входу в атмосферу спричиняє набагато вищі температури за подану вище, тому потрібен ефективний ізолятор.

### Нагрівання при вході в атмосферу

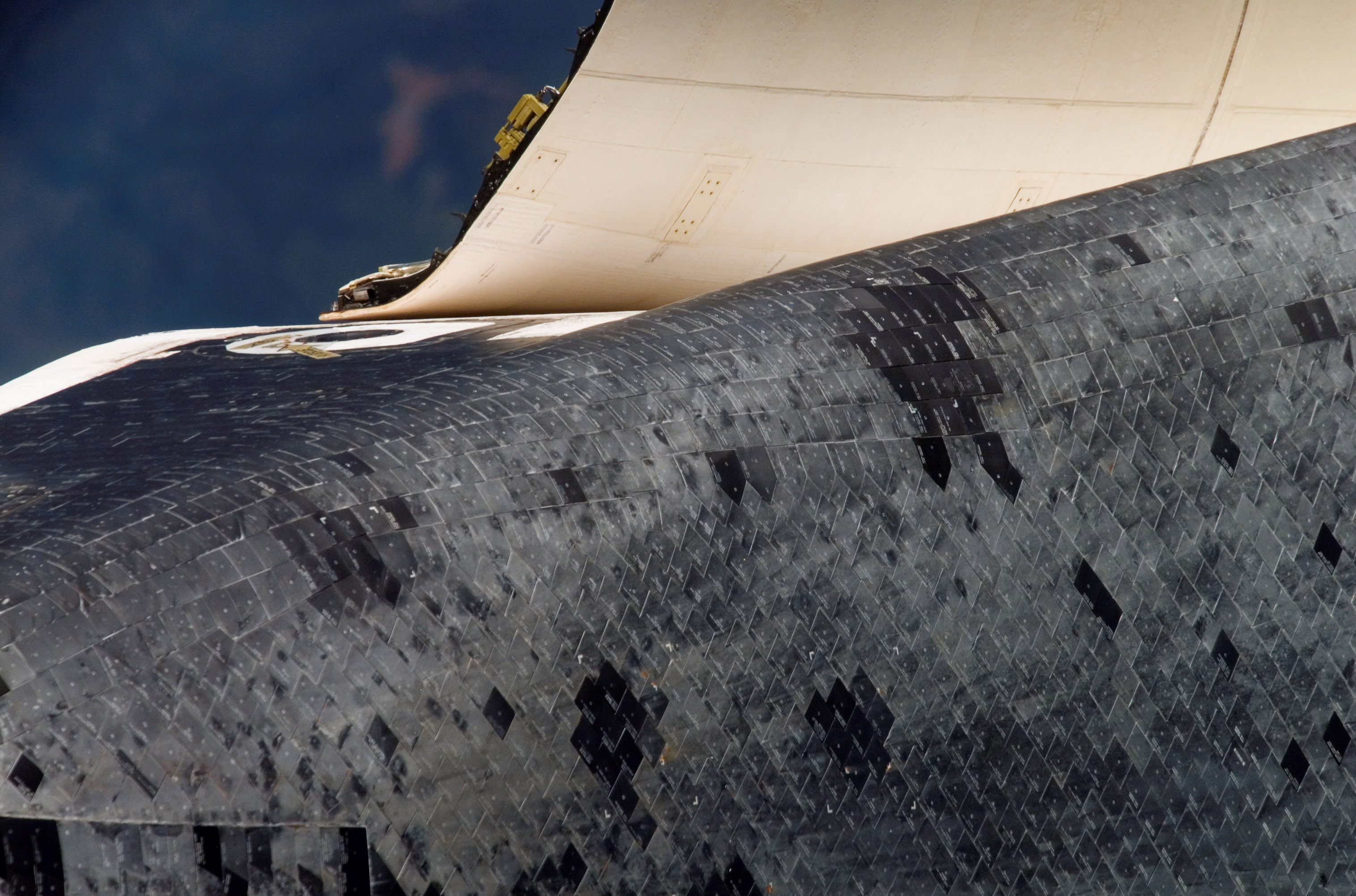
Ближчий погляд на плити під переднім фюзеляжем і переднім кінцем лівого крила. Знизу зліва можна побачити кут створки носового шасі. Темні суцільні чорні плити — нові, що ще ніколи не проходили через вхід в атмосферу. (Зверху: білий об'єкт — відкритий люк вантажного відсіку.)

Нагрівання при вході в атмосферу відрізняється від нормального атмосферного нагрівання, пов'язаного із реактивними літаками, і це визначає дизайн СТЗ і її характеристики. Оболонка високошвидкісного реактивного літака також може нагрітись, але це спричиняється атмосферним тертям, так, як нагріваються долоні при потиранні їх одна об одну. Орбітальний апарат входить в атмосферу як затуплене тіло із великим (40 градусів) кутом атаки, і його широка нижня поверхня стикається із напрямком польоту. Понад 80 % нагрівання орбітального апарата під час входу в атмосферу спричиняється компресією повітря попереду гіперзвукового літального апарата, відповідно до базових відношень між тиском і температурою. Гаряча ударна хвиля створюється попереду засобу пересування, який відхиляє більшу частину тепла і захищає поверхню апарата від прямого контакту з максимальною температурою. Тому нагрівання при вході в атмосферу є в основному результатом конвекції між ударною хвилею і оболонкою апарата через плазму, що має дуже високу температуру. Ключ до багаторазових щитів проти такого типу нагрівання є матеріали із малою густиною, подібно до того, як термос перешкоджає конвективному поширенню тепла.[джерело?]
Деякі високотемпературні сплави металів можуть протистояти нагріванню при вході в атмосферу; вони просто нагріваються і випромінюють назад поглинене тепло. Ця техніка під назвою «тепловідвідний» термічний захист, була спланована для  X-20 Dyna-Soar — крилатого космічного апарата. Проте кількість високотемпературного металу, що була потрібна для захисту великого апарата як космічного корабля, була б дуже важкою і потягла б за собою негайні збитки представлення апарата. Подібно, абляційні СТЗ були б важкими і, можливо, впливали б на аеродинамічність апарата під час згорання при вході в атмосферу, і потребували б значного обслуговування для повторного використання. (На жаль, плити СТЗ, що не були початково призначені на прийняття ударів сміття при запуску, в практиці також потребували детального огляду і ремонту після кожної посадки через пошкодження, що незмінно виникали при підйомі. Раніше навіть була встановлена нова політика огляду на орбіті після катастрофи «Колумбії»).

## Детальний опис

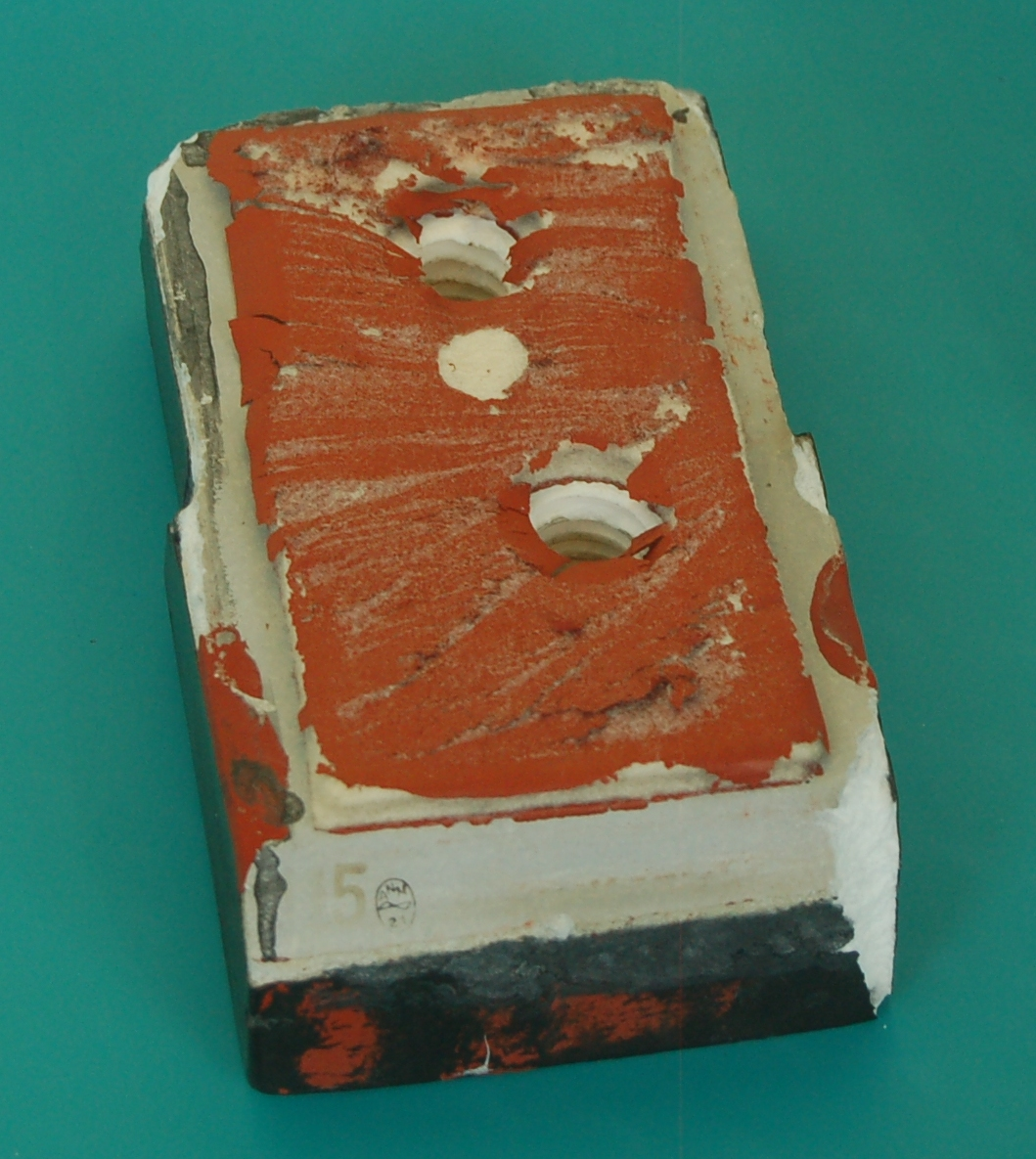
Силікатна плита «Атлантіса».

СТЗ є системою різних типів захисту, не лише силікатних плит. Є дві базові категорії: плитові СТЗ і неплитові СТЗ. Основний критерій вибору використовує найлегший за вагою захист, що може протистояти нагріванню в даній області. Хоча в деяких випадках важчий тип використовується для додаткової ударостійкості — якщо потрібно. Покриття FIB початково були пристосовані для скорочень витрат на утримання, а не для теплових або вагових причин.
Основна частина шатлу покрита LI-900 силікатними плитами, зробленими із дуже чистого кварцового піску. Ізоляція запобігає поширенню тепла до алюмінієвої оболонки орбітального апарата, що знаходить піднизом, та конструкцій. Ці плити настільки чисті провідники тепла, що плиту можна тримати за краї, поки вона ще гаряча до червоного. Є близько 24 300 унікальних плит, кожна окремо встановлена на шатл, через що орбітальний апарат жартома назвали «летючим цегельним заводом». Дослідники Університету Міннесоти та Універститету штату Пенсильванія продемонстрували атомістичне моделювання, щоб отримати точний опис взаємодій між атомними і молекулярними оксигеном і силікатними поверхнями, щоб розвинути кращі високотемпературні окислювально-захисні системи для передніх кромок на гіперзвукових літальних апаратах.
Плити не закріплювались механічно на засіб пересування, а приклеювались. Оскільки ламкі плити не могли згинатись із нижнім шаром оболонки, вони були приклеєні до повстяної підкладки-термокомпенсатора Номекса (англ. Strain Isolation Pads, SIPs) силіконовим адгезивом, яка була, своєю чергою, приклеєна до оболонки шатла. Вони ізолювали плити від структурних прогинів та розширень орбітального апарата.

### Питання ваги
Поки армований карбон-карбон (RCC) мав найкращі характеристики захисту від нагрівання, він також був набагато важчим за силікатні плити і покриви FIB, так що це обмежувало його використання до порівняно малих площ. Загальною метою було використовувати найлегший за вагою ізолятор із відповідним необхідним термічним захистом.
Вага на одиницю об'єму кожного типу СТЗ:
- RCC: 1986 кг/м³
- плити LI-2200: 352 кг/м³
- плити FRCI: 192 кг/м³
- плити LI-900 (білі або чорні): 144 кг/м³
- покриви FIB: 144 кг/м³

Загальна площа і вага кожного типу СТЗ (використаних на OV-102) (до 1996 року):
| Тип СТЗ | Колір             | Площа (м2) | Густина (кг/м2) | Маса (кг) |
| ------- | ----------------- | ---------- | --------------- | --------- |
| FRSI    | Білий             | 332,7      | 1,6             | 532,1     |
| LRSI    | Білий з відтінком | 254,6      | 3,98            | 1014,2    |
| HRSI    | Чорний            | 479,7      | 9,2             | 4412,6    |
| RCC     | Світло-сірий      | 38,0       | 44,7            | 1697,3    |
| misc    | 918,5             |            |                 |           |
| Загалом | 1105              | 8574,0     |                 |           |

## Ранні проблеми СТЗ

### Повільне застосування плит

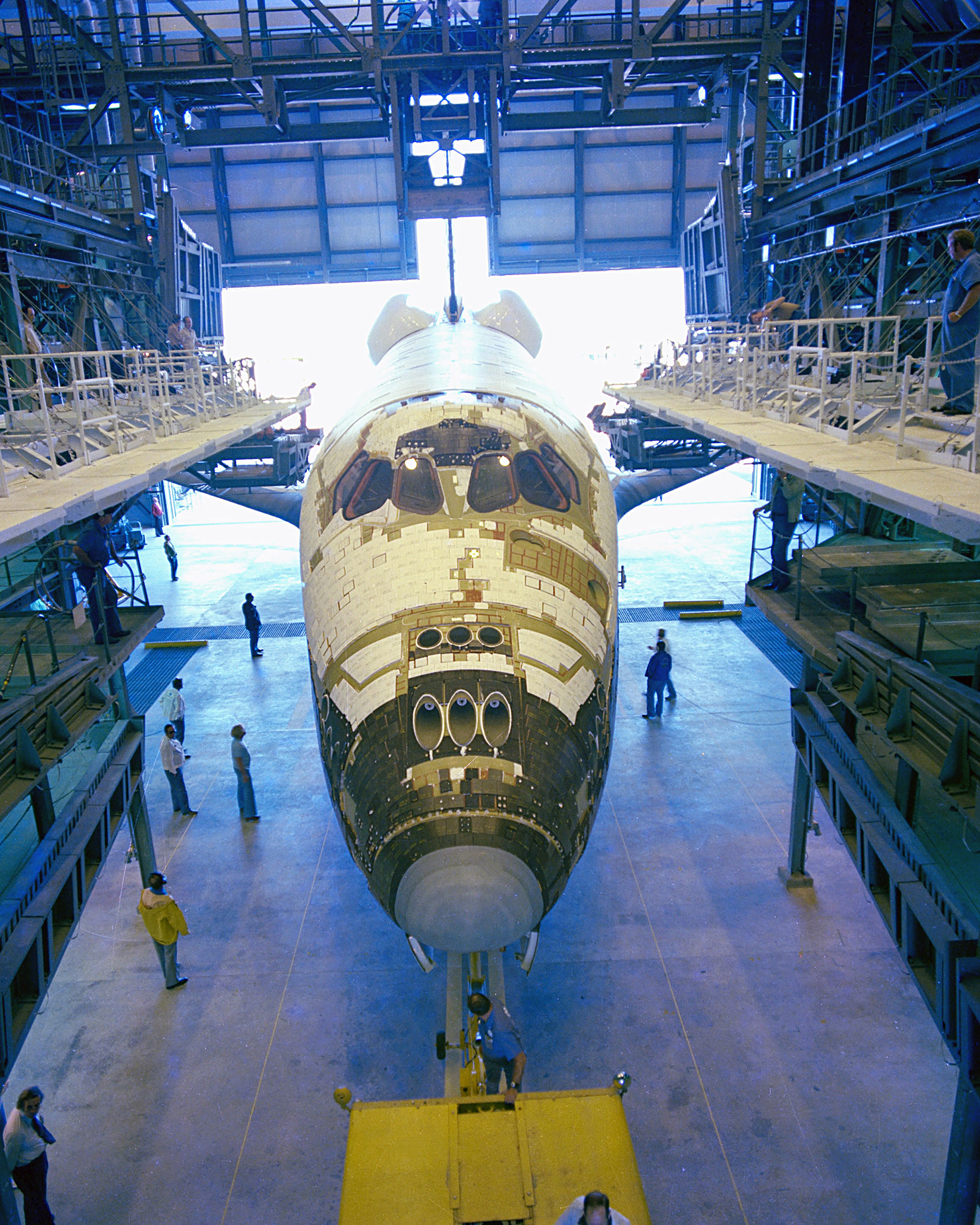
«Колумбія» у монтажно-складальному корпусі після її прибуття в Космічний центр імені Кеннеді 25 березня 1979 року, на якій видно багато відсутніх плиток: вони були ще не встановлені до цього моменту. На встановлення очікує ще 7800 із 31 000 плит перед тим, як «Колумбія» буде відправлена до Космічного центру імені Кеннеді.

Плити часто відпадали і спричиняли відкладання запуску STS-1, першої місії шатла, що була початково встановлена за розкладом на 1979 рік, але місія не була здійснена до квітня 1981. НАСА не звикли до довгих відкладань програми, і відчували великий тиск із боку правління і воєнних сил щодо якнайшвидшого запуску. В березні 1979 незавершена Колумбія із відсутніми 7,800 плитами із 31,000, була переміщена із Rockwell International в Палмдейлі, Каліфорнія до Космічного центру імені Кеннеді у Флориді. Поза створенням зовнішнього вигляду програму в програмі, НАСА надіялись, що облицювання буде завершено до того моменту, коли будуть підготовлені всі інші орбітальні апарати. Це стало помилкою: кілька облицювальників із Роквеллу невдовзі повернулись у Каліфорнію, а монтажно-складальний корпус шатлу був непристосований і виявився надто малим для 400 працівників.
Кожна плита була закріплена за допомогою цементу, що потребував 16 годин, щоб затвердіти. Після того як плити були приєднані до цементу, домкрат підтримував їх у потрібному місці ще 16 годин. У березні 1979 року на встановлення однієї плити кожен із працівників витрачав 40 годин; із використанням праці ефективних студентів коледжу протягом літа темп трохи прискорився до 1,8 плити на працівника за тиждень. Тисячі плит провалили стрес-тестування і мусили бути замінені. До осені НАСА усвідомили, що швидкість облицювання визначить дату запуску. Плити були настільки великою проблемою, що посадові особи навіть пропонували змінити їх на будь-який інший метод теплового захисту, але жодного іншого не існувало.
Через те, що шатл мав транспортуватись без усіх плит, проміжки були заповнені матеріалом, що підтримував би аеродинаміку шатла під час перевезення.

### Занепокоєння «ефектом блискавки»
Плита СТЗ була областю стурбованості протягом розбудови шатла, в основному через надійність адгезії. Деякі інженери вважали, що характер руйнування може виникнути через те, що відірветься одна пластина, і аеродинамічний тиск створить «ефект блискавки» від'єднанням інших плит. Незалежно від того, чи відбувалось би це під час підйому чи посадки, результат був би катастрофічним.

### Занепокоєння ударами уламків
Іншою проблемою був лід або будь-яке інше сміття, що ударялось об плити під час підйому. Ця проблема так і не була повністю та ґрунтовно вирішена, оскільки сміття ніколи не зникає, і плити залишаються вразливі до пошкоджень від нього. Остаточна стратегія НАСА для полегшення цієї проблеми полягала у агресивному огляді для оцінки і адресації пошкоджень, що можуть виникнути на орбіті і перед входом в атмосферу, на додачу до перевірки на землі між польотами.

### Ранні плани щодо ремонту плит
Ці занепокоєння були  достатньо великими для того, щоб НАСА зробило значну роботу по розробці і аварійному використанню комплекту для ремонту, який команда STS-1 могла використати перед спуском з орбіти. До грудня 1979 року були завершені прототипи і ранні процедури, більшість із яких включали обладнання астронавтів спеціальними комплектами для ремонту в космосі і костюмами, що містили ранцеві реактивні двигуни, — установки для переміщення астронавта (англ. Manned Maneuvering Unit, MMU).
Іншим елементом була маневрена робоча платформа, що могла захистити астронавта, що переміщається за допомогою MMU, від крихких плит під орбітальним апаратом. Ідея полягала у електрично-контрольованих адгезивних чашах, що закривали робочу платформу в позицію на рівну поверхню плити. Протягом одного року перед запуском STS-1 у 1981 році НАСА вирішило, що можливість ремонту була не варта додаткового ризику й тренування, тому розробка припинилась. Залишились невирішені проблеми із інструментами для ремонту та технікою, також подальші тести зазначили, що плити, скоріш за все, не відійдуть. Перша місія шатла перенесла кілька втрат плит, але, на щастя, не в критичних областях, і «ефекту блискавки» не виникло.